# Luca Waldschmidt
Gian-Luca Waldschmidt, född 19 maj 1996, är en tysk fotbollsspelare som spelar för 1. FC Köln.

## Klubbkarriär
I maj 2018 värvades Waldschmidt av SC Freiburg.
Den 14 augusti 2020 värvades Waldschmidt av den portugisiska klubben SL Benfica, där han skrev på ett femårskontrakt. Waldschmidt debuterade i Primeira Liga och gjorde två mål den 18 september 2020 i en 5–1-vinst över Famalicão.
Den 22 augusti 2021 värvades Waldschmidt av Wolfsburg, där han skrev på ett fyraårskontrakt.
I juli 2023 anslöt Waldschmidt till 1. FC Köln på ett ettårslån. Den 19 juni 2024 tillkännagavs övergångens permanentning.

## Landslagskarriär
Waldschmidt debuterade för Tysklands landslag den 9 oktober 2019 i en 2–2-match mot Argentina.